# Sportler des Jahres 2012 (Deutschland)
Die Sportler des Jahres 2012 in Deutschland wurden von den Fachjournalisten gewählt und am 16. Dezember im Kurhaus von Baden-Baden ausgezeichnet. Veranstaltet wurde die Wahl zum 66. Mal von der Internationalen Sport-Korrespondenz (ISK). Zusätzlich wurde Ole Bischof mit dem Sparkassenpreis 2012 für seine Erfolge und sein Engagement ausgezeichnet, mit dem er ein Vorbild für junge Sportler ist.

## Männer
| Platz | Sportler         | Sportart              | Punkte | Erfolge 2012 |
| ----- | ---------------- | --------------------- | ------ | --- |
| 1.    | Robert Harting   | Leichtathletik        | 3049   | Olympiasieger und Europameister im Diskuswurf                                                                       |
| 2.    | Sebastian Vettel | Motorsport            | 2578   | Formel-1-Weltmeister                                                                                                |
| 3.    | Marcel Nguyen    | Turnen                | 1587   | Silbermedaille bei den Olympischen Spielen im Mehrkampf und am Barren                                               |
| 4.    | Michael Jung     | Vielseitigkeitsreiten | 0946   | Olympiasieger Einzel und Mannschaft                                                                                 |
| 5.    | Timo Boll        | Tischtennis           | 0694   | Europameister Einzel und Mannschaft, Bronzemedaille bei den Olympischen Spielen mit der Mannschaft                  |
| 6.    | Sandro Cortese   | Motorradsport         | 0545   | Weltmeister |
| 7.    | Martin Kaymer    | Golf                  | 0509   | Ryder-Cup-Sieger |
| 8.    | Björn Otto       | Leichtathletik        | 0502   | Silbermedaille bei den Olympischen Spielen im Stabhochsprung, Vizeeuropameister im Stabhochsprung, deutscher Rekord |
| 9.    | Philip Köster    | Windsurfen            | 0371   | Weltmeister und Gewinner Weltcup im Waveriding                                                                      |
| 10.   | Tony Martin      | Radsport              | 0319   | Silbermedaille bei den Olympischen Spielen im Einzelzeitfahren, Weltmeister im Einzel- und Mannschaftszeitfahren    |

## Frauen
| Platz | Sportler            | Sportart          | Punkte | Erfolge 2012 |
| ----- | ------------------- | ----------------- | ------ | --- |
| 1.    | Magdalena Neuner    | Biathlon          | 3368   | Weltmeisterin im Sprint und mit der Staffel, Siegerin im Gesamt- und Sprintweltcup sowie Zweite im Verfolgungsweltcup     |
| 2.    | Angelique Kerber    | Tennis            | 1545   | Halbfinale in Wimbledon, Viertelfinale bei den French Open und den Olympischen Spielen sowie Achtelfinale bei den US Open |
| 3.    | Lilli Schwarzkopf   | Leichtathletik    | 1487   | Silbermedaille bei den Olympischen Spielen im Siebenkampf                                                                 |
| 4.    | Tatjana Hüfner      | Rennrodeln        | 0955   | Weltmeisterin |
| 5.    | Britta Heidemann    | Fechten           | 0945   | Silbermedaille bei den Olympischen Spielen im Degen                                                                       |
| 6.    | Judith Arndt        | Radsport          | 0838   | Weltmeisterin im Zeitfahren, Silbermedaille bei den Olympischen Spielen im Einzelzeitfahren                               |
| 7.    | Betty Heidler       | Leichtathletik    | 0798   | Bronzemedaille bei den Olympischen Spielen im Hammerwurf                                                                  |
| 8.    | Viktoria Rebensburg | Ski Alpin         | 0626   | Siegerin im Riesenslalomweltcup                                                                                           |
| 9.    | Sabine Spitz        | Mountainbikesport | 0585   | Silbermedaille bei den Olympischen Spielen                                                                                |
| 10.   | Christina Obergföll | Leichtathletik    | 0519   | Olympischen Spielen und der Europameisterschaftszweite                                                                    |

## Mannschaften
| Platz | Sportler                                                                                           | Sportart              | Punkte | Erfolge 2012                                               |
| ----- | -------------------------------------------------------------------------------------------------- | --------------------- | ------ | ---------------------------------------------------------- |
| 1.    | Deutschland-Achter                                                                                 | Rudern                | 3003   | Olympiasieger                                              |
| 2.    | Julius Brink/Jonas Reckermann                                                                      | Beachvolleyball       | 2603   | erste europäische Olympiasieger                            |
| 3.    | Deutsche Hockeynationalmannschaft der Herren                                                       | Hockey                | 2071   | Olympiasieger                                              |
| 4.    | Borussia Dortmund                                                                                  | Fußball               | 1965   | Deutscher Meister und Pokalsieger                          |
| 5.    | THW Kiel                                                                                           | Handball              | 1401   | Champions-League-Sieger, Deutscher Meister und Pokalsieger |
| 6.    | Biathlon Frauenstaffel (Andrea Henkel, Miriam Gössner, Tina Bachmann und Magdalena Neuner)         | Biathlon              | 0585   | Weltmeister                                                |
| 7.    | Vielseitigkeits-Equipe (Peter Thomsen, Dirk Schrade, Ingrid Klimke, Sandra Auffarth, Michael Jung) | Vielseitigkeitsreiten | 0535   | Olympiasieger                                              |
| 8.    | Rollstuhl-Basketballteam Frauen                                                                    | Rollstuhlbasketball   | 0428   | Paralympics-Sieger                                         |
| 9.    | Aljona Savchenko und Robin Szolkowy                                                                | Eiskunstlauf          | 0331   | Weltmeister                                                |
| 10.   | Brose Baskets Bamberg                                                                              | Basketball            | 0283   | Deutscher Meister und Pokalsieger                          |

## Weitere Auszeichnungen
- Trainer des Jahres: Ralf Holtmeyer (Rudern) und Hans Melzer (Vielseitigkeitsreiten)
- Sparkassenpreis für Vorbilder im Sport: Ole Bischof (Judo)